# Pamwo Berynda

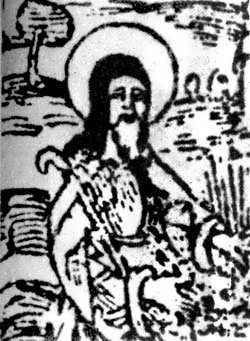
Pamwo Berynda

Pamwo Berynda (historische Schreibweise: Памвω Берында, ukrainisch Памво Беринда, belarussisch Памва Бярында, russisch Памва Берында; * zwischen 1550 und 1570; † 23. Juli 1632) war ein ruthenischer Gelehrter und Lexikograph.
Berynda arbeitete als Drucker unter anderem in Przemyśl und Lemberg. Ab 1619 lebte er in Kiew und war an der Druckerei des Kiewer Höhlenklosters tätig. Dort entstand 1627 auch mit dem ersten gedruckten kirchenslawisch-ruthenischen Wörterbuch (im Original: Лексиконъ славеноросскїй, Slawisch-russisches bzw. Slawisch-ruthenisches Lexikon) sein Hauptwerk, das etwa 7000 Lemmata enthält und als Meilenstein in der slawischen Lexikographie gilt.
Berynda definierte die Kirchenslawische Sprache als wesentlich für das Verständnis der Liturgie (Zitat: „Mit dieser Sprache wird in Groß- und Kleinrussland, in Serbien, Bulgarien und in anderen Gegenden Gottesdienst gefeiert“. Im Original: „Тымъ языкомъ въ Великой и Малой Россїи, въ Сербїи, Болгарїи, и по инымъ сторонамъ отправуютъ“). Das Ziel der Erstellung seines Lexikons sah Berynda darin, die liturgische Sprache für einfache Menschen verständlich zu machen, die nur Ruthenisch sprachen.